# 24 (seizoen 1)
Dit artikel gaat over seizoen 1 van 24, de Amerikaanse televisieserie.
Dit eerste seizoen van 24 begint om 12 uur 's nachts op de dag van de voorverkiezingen in Californië. Het seizoen werd in de Verenigde Staten uitgezonden van 6 november 2001 tot 21 mei 2002 op FOX. In Nederland en België werd de serie later in 2002 uitgezonden door respectievelijk Yorin (vanaf 3 september 2002) en KanaalTwee.
De meeste afleveringen beginnen met de volgende tekst, uitgesproken door Jack Bauer (Kiefer Sutherland):

Op dit moment zijn terroristen van plan een presidentskandidaat te vermoorden. Mijn vrouw en dochter zijn ook doelwit, en de mensen waarmee ik werk zijn mogelijk betrokken bij beide zaken. Ik ben federaal agent Jack Bauer, en vandaag is de langste dag van mijn leven.

## Verhaal
Als Jack Bauer net na middernacht wordt gebeld met de boodschap dat er een aanslag wordt beraamd op senator David Palmer, begint een lange en zware dag. Net als het allemaal niet moeilijker kan, verdwijnt zijn dochter Kimberley Bauer in het holst van de nacht. Later blijkt dat Kim meegenomen is door twee jongens die voor Ira Gaines werken, die weer werkt voor de familie Drazen. Victor Drazen heeft zijn vrouw en dochter verloren tijdens een missie in Kosovo en wil nu wraak op Jack Bauer en senator Palmer. Teri (de moeder van Kim) gaat op zoek naar Kimberley samen met de vader van Janet, een meisje met wie Kim zou gaan feesten. Later blijkt dat dit helemaal niet haar vader is, het is juist een van de mannen achter de ontvoering van Kim, die Teri rustig moet zien te houden. Teri wordt naderhand ook ontvoerd, mede dankzij Jamey, een medewerkster van Jack bij CTU.
Als ook nog duidelijk wordt dat er een mol binnen de organisatie is wordt Jack extra voorzichtig en probeert hij deze te ontmaskeren. Het blijkt Jamey te zijn, een van de personen die Jack altijd vertrouwde. Jamey sluisde informatie door naar de crimineel Ira Gaines. Teri en Kim weten met hulp van Jack te ontsnappen en worden ondergebracht op een schuiladres, hier worden ze weer aangevallen. Het lukt ze te vluchten, krijgen een auto-ongeluk en het lijkt dat Kim met de auto in een ravijn stort. Dit drama is zo groot dat Teri geheugenverlies krijgt.
Ondertussen is de zoektocht naar de mogelijke aanslag op David Palmer niet zonder resultaat. Alexis, de zoon van Victor Drazen wordt aangewezen als de mogelijke moordenaar. Iemand in de staf van de senator herkent hem en gaat undercover om meer te weten te komen over de aanslag. Alexis wordt zwaargewond en Jack komt erachter dat hij een geheime ontmoeting had om geld af te geven.
Terri wordt in haar huis overvallen door iemand van Drazens groep, hierdoor krijgt ze haar geheugen weer terug en denkt ze dat Kim dood is. Kim is ondertussen door de politie opgepakt, omdat ze ongewild in een drugzaak belandt. Dankzij een paar telefoontjes wordt ze richting CTU gebracht. Tijdens deze rit wordt de auto aangereden door een busje en Kim wordt weer ontvoerd door de mensen van Drazen.
Victor Drazen heeft Jack te pakken gekregen en wil zijn gewonde zoon terug. Hij wil Jack ruilen tegen Alexis. Ook moet Jack naar David Palmer gaan met een pakketje, als hij dit niet doet zal zijn dochter Kim sterven. Jack komt er net op tijd achter dat het een bom is en red het leven van Palmer.
Ondertussen weet Kim te ontsnappen uit de handen van de Drazens. Op dit punt komen we erachter dat er een tweede mol binnen CTU is. Nina Myers weet dat de Drazens geen macht meer hebben zonder Kim, dus belt ze Jack op om te zeggen dat Kim dood is. Jack is hier kapot van en wil wraak nemen. Hij zoekt de Drazens op waarna een gevecht begint. Op CTU komen ze erachter dat Nina de mol is, en dat Kim niet dood is. Als Nina probeert te vluchten komt Teri haar achterna. Als Teri erachter komt dat Nina een verraadster is schiet Nina haar dood. Jack en Kim zoeken naar Teri maar komen te laat. Het seizoen eindigt met een "stille klok", de tijd wordt zoals gebruikelijk weergegeven, maar de secondenpiepjes zijn niet te horen. Deze stille klok is alleen te zien na ingrijpende gebeurtenissen.

## Afleveringen
Seizoen 1 bestaat uit 24 afleveringen met elk ongeveer 42 minuten speelduur.

## Diverse gebeurtenissen en gegevens

### Over het verloop van de serie
Oorspronkelijk zou de reddingsactie halverwege het seizoen het einde van de serie zijn. Nadat de hoofdrolspeler Kiefer Sutherland een Golden Globe won voor zijn rol in de eerste 10 afleveringen, steeg het aantal kijkcijfers, waardoor FOX de 2e helft van de serie uitzond.

### Over diverse scènes
Aan het begin van elke aflevering legt Jack Bauer uit aan het publiek dat er personen met wie hij werkt betrokken zijn bij deze illegale zaken. Terwijl hij dat zegt is Nina Myers in beeld te zien, de persoon die inderdaad de mol was.
In de proefaflevering is een pistoolschot te horen terwijl het 24-logo opflitst. Dit is de enige keer in de hele serie dat dit gebeurt.
De scène waarin een Boeing 747 ontploft (aan het einde van de eerste aflevering) werd opnieuw gemonteerd na de aanslagen op 11 september 2001.
De enige flashback in alle zes seizoenen van 24 is te zien aan het einde van de laatste aflevering van dit seizoen (in een split screen).

### Over de acteurs
Xander Berkeley (George Mason) en Sarah Clarke (Nina Myers), die elkaar op de set ontmoetten, trouwden na afloop van dit seizoen.
Kiefer Sutherland was aanwezig bij de begrafenis van Brandon Lee, die tijdens de filmopnamen van The Crow per ongeluk werd geraakt door acteur Michael Massee. Massee speelde in seizoen 1 de slechterik Ira Gaines, en het personage werd later in dat seizoen doodgeschoten door Kiefer Sutherland.

### Over de personages
Teri Bauer is het enige 24-personage dat in elke aflevering van seizoen een te zien is, en tevens in geen enkel ander seizoen meespeelt.

### Dvd's
De dvd-box van dit seizoen is de enige uit de reeks zonder Dolby Surround-geluid en noemenswaardige extra's.
Op de dvd van seizoen 1 is een alternatief einde te vinden waarin Teri Bauer de dag wel overleeft. Er is daarnaast nog een alternatief einde opgenomen, waarin Nina Teri wel neerschiet, maar ook daar overleeft ze het. Dat laatste einde is nooit uitgezonden. Dit omdat Kiefer en de producers vonden dat het eind anders te happy was en niet goed deed aan de serie. Deze gebeurtenis zou meer realiteit scheppen aan de serie en laten zien dat echt alles kan gebeuren in 24.

### Budget
Het eerste seizoen had een budget van 35 miljoen dollar. Dat bedrag is extreem hoog voor een televisieserie.

### Uitzendingen
In Mexico werd het eerste seizoen pas uitgezonden vanaf de zomer van 2005.

### Muziek
In het eerste seizoen werd meer gebruikgemaakt van al bestaande muziek in plaats van muziek gecomponeerd door huisartiest Sean Callery. In de eerste aflevering is onder andere het nummer "Deportation/Iguazu" van componist Gustavo Santaolalla te horen. Dit nummer is later bekender geworden van een Vodafone-reclame uit 2007, en van de muziek van de film Babel.